# Phil Bardsley
Phillip Anthony Bardsley (Salford, 28 giugno 1985) è un allenatore di calcio ed ex calciatore scozzese, di ruolo difensore.

## Caratteristiche tecniche
Ricopre il ruolo di terzino destro. Bravo a difendere, cosa che fa con aggressività, in fase offensiva a creare occasioni da rete per i compagni.

## Carriera

### Club
Cresciuto nel Manchester United, fu prestato al Anversa, quindi il 16 marzo 2006 al Burnley, sino al termine della stagione. All'inizio della stagione 2006–2007 fu prestato al Rangers per cui segnò il primo gol il 9 settembre 2006, contro il Falkirk.
Il 17 ottobre 2006, fu scritto che Bardsley rimase coinvolto in una lite con l'allenatore Paul Le Guen; in ogni caso non giocò più per il Rangers e ritornò al Manchester United nel dicembre 2006.
L'8 gennaio 2007 si unì in prestito all'Aston Villa giocando la sua prima partita di Premiership contro il Watford il 20 gennaio. Il 1º maggio 2007 fu annunciato che sarebbe tornato al Manchester United perché Martin O'Neill non voleva rendere permanente il trasferimento. Il 15 ottobre 2007 fu confermato che sarebbe stato prestato allo Sheffield United.
Dal 22 gennaio 2008 Bardsley è stato ingaggiato dal Sunderland con un contratto di 3 anni e mezzo.
Nel maggio 2013 Bardsley venne messo fuori rosa dal nuovo allenatore dei Black Cats Paolo Di Canio per essersi fatto fotografare all'uscita di un casinò mentre, disteso sul pavimento, era ricoperto da un mucchio di banconote da cinquanta sterline. Il 20 agosto dello stesso anno viene sospeso dal Sunderland per aver pubblicato sul suo profilo twitter un messaggio di scherno contro la società, sconfitta 1-0 all'esordio in campionato: nel post il calciatore aveva scritto "Great opening day." La sospensione viene revocato il 4 settembre dopo essersi scusato per i suoi comportamenti. Con l'esonero di Di Canio viene reintegrato in rosa dal neo-tecnico Gus Poyet. Torna a giocare alla prima gara del nuovo tecnico nella sconfitta per 4-0 contro lo Swansea City, in cui è protagonista in negativo insaccando nella sua porta l'autorete dell'1-0 degli avversari al 57'.
A fine anno la squadra ottiene la salvezza e lui non rinnova il proprio contratto coi Black Cats accasandosi allo Stoke City con cui firma un triennale.

### Nazionale
Essendo nato in Inghilterra da padre scozzese, ha scelto di rappresentare la Scozia. Ha debuttato con gli scozzesi l'8 ottobre 2010 nella sconfitta per 1-0 contro la Repubblica Ceca.
Dopo avere disputato 13 partite tra il 2010 e il 2014, non viene più convocato negli anni a venire dalla selezione scozzese.

## Statistiche

### Presenze e reti nei club
statistiche aggiornate al termine della carriera.
| Stagione              | Squadra               | Campionato            | Campionato | Campionato | Coppe nazionali | Coppe nazionali | Coppe nazionali | Coppe continentali | Coppe continentali | Coppe continentali | Altre coppe | Altre coppe | Altre coppe | Totale | Totale |
| Stagione              | Squadra               | Comp                  | Pres       | Reti       | Comp            | Pres            | Reti            | Comp               | Pres               | Reti               | Cpmp        | Pres        | Reti        | Pres   | Reti   |
| --------------------- | --------------------- | --------------------- | ---------- | ---------- | --------------- | --------------- | --------------- | ------------------ | ------------------ | ------------------ | ----------- | ----------- | ----------- | ------ | ------ |
| 2003-gen. 2004        | Manchester Utd        | PL                    | 0          | 0          | FACup+CdL       | 1+1             | 0               | UCL                | -                  | -                  | CS          | -           | -           | 2      | 0      |
| gen.-giu. 2004        | Royal Antwerp         | D1                    | 6          | 0          | CB              | 0               | 0               | -                  | -                  | -                  | -           | -           | -           | 6      | 0      |
| 2004-2005             | Manchester Utd        | PL                    | 0          | 0          | FACup+CdL       | -               | -               | UCL                | -                  | -                  | CS          | -           | -           | 0      | 0      |
| 2005-gen. 2006        | Manchester Utd        | PL                    | 8          | 0          | FACup+CdL       | 2+2             | 0               | UCL                | 3                  | 0                  | -           | -           | -           | 15     | 0      |
| Totale Manchester Utd | Totale Manchester Utd | Totale Manchester Utd | 8          | 0          |                 | 6               | 0               |                    | 3                  | 0                  |             | -           | -           | 17     | 0      |
| gen.-giu. 2006        | Burnley               | FLC                   | 6          | 0          | FACup+CdL       | -               | -               | -                  | -                  | -                  | -           | -           | -           | 6      | 0      |
| 2006-gen. 2007        | Rangers               | SPL                   | 5          | 1          | SC+CdL          | 0+0             | 0               | CU                 | 2                  | 0                  | -           | -           | -           | 7      | 1      |
| gen.-giu. 2007        | Aston Villa           | PL                    | 13         | 0          | FACup+CdL       | -               | -               | -                  | -                  | -                  | -           | -           | -           | 13     | 0      |
| 2007-gen. 2008        | Sheffield Utd         | FLC                   | 16         | 0          | FACup+CdL       | -               | -               | -                  | -                  | -                  | -           | -           | -           | 16     | 0      |
| gen.-giu. 2008        | Sunderland            | PL                    | 11         | 0          | FACup+CdL       | -               | -               | -                  | -                  | -                  | -           | -           | -           | 11     | 0      |
| 2008-2009             | Sunderland            | PL                    | 28         | 0          | FACup+CdL       | 2+3             | 0+1             | -                  | -                  | -                  | -           | -           | -           | 33     | 1      |
| 2009-2010             | Sunderland            | PL                    | 26         | 0          | FACup+CdL       | 2+0             | 0               | -                  | -                  | -                  | -           | -           | -           | 28     | 0      |
| 2010-2011             | Sunderland            | PL                    | 34         | 3          | FACup+CdL       | 1+2             | 0               | -                  | -                  | -                  | -           | -           | -           | 37     | 3      |
| 2011-2012             | Sunderland            | PL                    | 31         | 1          | FACup+CdL       | 6+0             | 1               | -                  | -                  | -                  | -           | -           | -           | 37     | 2      |
| 2012-2013             | Sunderland            | PL                    | 18         | 1          | FACup+CdL       | 2+1             | 0               | -                  | -                  | -                  | -           | -           | -           | 21     | 1      |
| 2013-2014             | Sunderland            | PL                    | 26         | 2          | FACup+CdL       | 2+5             | 0+2             | -                  | -                  | -                  | -           | -           | -           | 33     | 4      |
| Totale Sunderland     | Totale Sunderland     | Totale Sunderland     | 174        | 7          |                 | 26              | 4               |                    | -                  | -                  |             | -           | -           | 200    | 11     |
| 2014-2015             | Stoke City            | PL                    | 25         | 0          | FACup+CdL       | 3+2             | 0               | -                  | -                  | -                  | -           | -           | -           | 30     | 0      |
| 2015-2016             | Stoke City            | PL                    | 11         | 0          | FACup+CdL       | 2+4             | 0+1             | -                  | -                  | -                  | -           | -           | -           | 17     | 1      |
| 2016-2017             | Stoke City            | PL                    | 15         | 0          | FACup+CdL       | 0+1             | 1               | -                  | -                  | -                  | -           | -           | -           | 16     | 1      |
| Totale Stoke City     | Totale Stoke City     | Totale Stoke City     | 51         | 0          |                 | 12              | 2               |                    | -                  | -                  |             | -           | -           | 63     | 2      |
| 2017-2018             | Burnley               | PL                    | 13         | 0          | FACup+CdL       | 0+2             | 0               | -                  | -                  | -                  | -           | -           | -           | 15     | 0      |
| 2018-2019             | Burnley               | PL                    | 19         | 0          | FACup+CdL       | 0+0             | 0               | UEL                | 4                  | 0                  | -           | -           | -           | 23     | 0      |
| 2019-2020             | Burnley               | PL                    | 21         | 0          | FACup+CdL       | 0+1             | 0               | -                  | -                  | -                  | -           | -           | -           | 22     | 0      |
| 2020-2021             | Burnley               | PL                    | 4          | 0          | FACup+CdL       | 3+1             | 0               | -                  | -                  | -                  | -           | -           | -           | 8      | 0      |
| 2021-2022             | Burnley               | PL                    | 0          | 0          | FACup+CdL       | 1+2             | 0+0             | -                  | -                  | -                  | -           | -           | -           | 3      | 0      |
| Totale Burnley        | Totale Burnley        | Totale Burnley        | 63         | 0          |                 | 10              | 0               |                    | 4                  | 0                  |             | -           | -           | 77     | 0      |
| dic. 2022-2023        | Stockport County      | FL2                   | 2          | 0          | FACup+CdL       | 1+0             | 0+0             | -                  | -                  | -                  | -           | -           | -           | 3      | 0      |
| Totale carriera       | Totale carriera       | Totale carriera       | 338        | 8          |                 | 56              | 6               |                    | 10                 | 0                  |             | -           | -           | 404    | 14     |

### Cronologia presenze e reti in Nazionale
| Cronologia completa delle presenze e delle reti in nazionale ― Scozia | Cronologia completa delle presenze e delle reti in nazionale ― Scozia | Cronologia completa delle presenze e delle reti in nazionale ― Scozia | Cronologia completa delle presenze e delle reti in nazionale ― Scozia | Cronologia completa delle presenze e delle reti in nazionale ― Scozia | Cronologia completa delle presenze e delle reti in nazionale ― Scozia | Cronologia completa delle presenze e delle reti in nazionale ― Scozia | Cronologia completa delle presenze e delle reti in nazionale ― Scozia |
| Data                                                                  | Città                                                                 | In casa                                                               | Risultato                                                             | Ospiti                                                                | Competizione                                                          | Reti                                                                  | Note                                                                  |
| --------------------------------------------------------------------- | --------------------------------------------------------------------- | --------------------------------------------------------------------- | --------------------------------------------------------------------- | --------------------------------------------------------------------- | --------------------------------------------------------------------- | --------------------------------------------------------------------- | --------------------------------------------------------------------- |
| 12-10-2010                                                            | Glasgow                                                               | Scozia                                                                | 2 – 3                                                                 | Spagna                                                                | Qual. Euro 2012                                                       | -                                                                     |                                                                       |
| 16-11-2010                                                            | Aberdeen                                                              | Scozia                                                                | 3 – 0                                                                 | Fær Øer                                                               | Amichevole                                                            | -                                                                     | 71’                                                                   |
| 9-2-2011                                                              | Dublino                                                               | Irlanda del Nord                                                      | 0 – 3                                                                 | Scozia                                                                | Amichevole                                                            | -                                                                     | 57’                                                                   |
| 25-5-2011                                                             | Dublino                                                               | Scozia                                                                | 3 – 1                                                                 | Galles                                                                | Amichevole                                                            | -                                                                     | 81’                                                                   |
| 29-5-2011                                                             | Dublino                                                               | Irlanda                                                               | 1 – 0                                                                 | Scozia                                                                | Amichevole                                                            | -                                                                     |                                                                       |
| 10-8-2011                                                             | Glasgow                                                               | Scozia                                                                | 2 – 1                                                                 | Danimarca                                                             | Amichevole                                                            | -                                                                     |                                                                       |
| 3-9-2011                                                              | Glasgow                                                               | Scozia                                                                | 2 – 2                                                                 | Rep. Ceca                                                             | Qual. Euro 2012                                                       | -                                                                     | 76’                                                                   |
| 6-9-2011                                                              | Glasgow                                                               | Scozia                                                                | 1 – 0                                                                 | Lituania                                                              | Qual. Euro 2012                                                       | -                                                                     | 70’                                                                   |
| 8-10-2011                                                             | Vaduz                                                                 | Liechtenstein                                                         | 0 – 1                                                                 | Scozia                                                                | Qual. Euro 2012                                                       | -                                                                     |                                                                       |
| 11-10-2011                                                            | Alicante                                                              | Spagna                                                                | 3 – 1                                                                 | Scozia                                                                | Qual. Euro 2012                                                       | -                                                                     |                                                                       |
| 11-11-2011                                                            | Larnaca                                                               | Cipro                                                                 | 1 – 2                                                                 | Scozia                                                                | Amichevole                                                            | -                                                                     | 74’                                                                   |
| 26-5-2012                                                             | Jacksonville                                                          | Stati Uniti                                                           | 5 – 1                                                                 | Scozia                                                                | Amichevole                                                            | -                                                                     | 59’                                                                   |
| 5-3-2014                                                              | Varsavia                                                              | Polonia                                                               | 0 – 1                                                                 | Scozia                                                                | Amichevole                                                            | -                                                                     | 67’                                                                   |
| Totale                                                                |                                                                       | Presenze                                                              | 13                                                                    |                                                                       | Reti                                                                  | 0                                                                     |                                                                       |

## Palmarès

### Club

#### Competizioni nazionali
- Community Shield: 1

Manchester United: 2007

#### Competizioni giovanili
- FA Youth Cup: 1

Manchester United: 2002-2003